# St Michel-Preference Home-Auber93
L'equip St Michel-Preference Home-Auber93 (codi UCI: AUB) és un equip ciclista professional francès, amb categoria continental. Creat el 1994 amb el nom d'Aubervilliers 93, al llarg de la seva història s'ha conegut com a BigMat-Auber 93 o simplement Auber 93 per raons de patrocini. Ha participat cinc cops al Tour de França, i una vegada a la Volta a Espanya.

## Principals resultats
- Tour de l'Ain: Lylian Lebreton (1994)
- Tour de Normandia: Frédéric Pontier (1996), Ludovic Auger (2000)
- París-Camembert: Pascal Lino (1998)
- Circuito Montañés: Alexei Sivakov (1998)
- Le Samyn: Ludovic Auger (1998)
- GP Ouest France-Plouay: Jeremy Hunt (2002)
- Circuit de Lorena: Guillaume Auger (2003), Steve Chainel (2008)
- Tour del Jura: Yannick Talabardon (2004), Guillaume Levarlet (2007)
- Tro Bro Leon: Tristan Valentin (2005)
- Gran Premi de la vila de Nogent-sur-Oise: Tristan Valentin (2005)
- París-Mantes-en-Yvelines: Maxime Méderel (2005), Niels Brouzes (2007), Florian Morizot (2008)
- Tour de Finisterre: Niels Brouzes (2007)
- Ronda de l'Oise: Niels Brouzes (2008), Flavien Dassonville (2017)
- Roine-Alps Isera Tour: Sylvain Georges (2011)
- Gran Premi de Plumelec-Morbihan: Sylvain Georges (2011)
- Classic Sud Ardèche: Mathieu Drujon (2013)
- Gran Premi de Lillers-Souvenir Bruno Comini: Steven Tronet (2014)
- Boucles de la Mayenne: Stéphane Rossetto (2014)
- París-Troyes: Steven Tronet (2014), David Menut (2015)
- Roue tourangelle: Flavien Dassonville (2017)
- Tour de Bretanya: Flavien Dassonville (2017)

### A les grans voltes
- Tour de França
  - 5 participacions (1996, 1997, 1998, 1999, 2001)
  - 1 victòries d'etapa:
    - 1 el 1996: Cyrille Saugrain

  - 0 classificació finals:
  - 0 classificacions secundàries:

- Volta a Espanya
  - 1 participacions (2002)
  - 0 victòries d'etapa:

- Giro d'Itàlia
  - 0 participacions

### Campionats nacionals
- Campionat de França en ruta (2): 2000 (Christophe Capelle) 2015 (Steven Tronet)
- Campionat d'Estònia en ruta (1): 2014 (Alo Jakin)

## Composició de l'equip
| \| Llista de l'equip 2015 \| Llista de l'equip 2015 \| Llista de l'equip 2015 \| Llista de l'equip 2015 \| \| Ciclista \| Data de naixement \| Equip previ \| \| \| --------------------------------------- \| ---------------------- \| --------------------------------- \| ---------------------- \| \| César Bihel \| 11 de abril de 1988 \| Differdange-Losch (2014) \| \| \| Flavien Dassonville \| 16 de febrer de 1991 \| CC Nogent-sur-Oise (2011) \| \| \| Pierre Gouault \| 9 de febrer de 1993 \| UC Nantes Atlantique (2013) \| \| \| Julien Guay \| 9 de octubre de 1986 \| Sojasun espoir-ACNC (2014) \| \| \| Alo Jakin \| 14 de novembre de 1986 \| VC Rouen 76 (2013) \| \| \| Guillaume Levarlet (1 de abr–31 de des) \| 25 de juliol de 1985 \| Cofidis, Solutions Crédits (2014) \| \| \| Anthony Maldonado \| 9 de abril de 1991 \| AVC Aix-en-Provence (2014) \| \| \| David Menut \| 11 de març de 1992 \| Armée de terre (2014) \| \| \| Maxime Renault \| 2 de gener de 1990 \| \| \| \| Steven Tronet \| 14 de octubre de 1986 \| Roubaix Lille Métropole (2011) \| \| \| Théo Vimpère \| 3 de juliol de 1990 \| \| \| \| \| \| \| \| \| Font: UCI \| \| \| \| |                        |                                   |  |
| Llista de l'equip 2015 |                        |                                   |  |
| Ciclista | Data de naixement      | Equip previ                       |  |
| César Bihel | 11 de abril de 1988    | Differdange-Losch (2014)          |  |
| Flavien Dassonville | 16 de febrer de 1991   | CC Nogent-sur-Oise (2011)         |  |
| Pierre Gouault | 9 de febrer de 1993    | UC Nantes Atlantique (2013)       |  |
| Julien Guay | 9 de octubre de 1986   | Sojasun espoir-ACNC (2014)        |  |
| Alo Jakin | 14 de novembre de 1986 | VC Rouen 76 (2013)                |  |
| Guillaume Levarlet (1 de abr–31 de des) | 25 de juliol de 1985   | Cofidis, Solutions Crédits (2014) |  |
| Anthony Maldonado | 9 de abril de 1991     | AVC Aix-en-Provence (2014)        |  |
| David Menut | 11 de març de 1992     | Armée de terre (2014)             |  |
| Maxime Renault | 2 de gener de 1990     |                                   |  |
| Steven Tronet | 14 de octubre de 1986  | Roubaix Lille Métropole (2011)    |  |
| Théo Vimpère | 3 de juliol de 1990    |                                   |  |
| |                        |                                   |  |
| Font: UCI |                        |                                   |  |

| \| Llista de l'equip 2016 \| Llista de l'equip 2016 \| Llista de l'equip 2016 \| Llista de l'equip 2016 \| \| Ciclista \| Data de naixement \| Equip previ \| \| \| ------------------------------------------- \| ---------------------- \| ----------------------------------- \| ---------------------- \| \| César Bihel \| 11 de abril de 1988 \| Differdange-Losch (2014) \| \| \| Flavien Dassonville \| 16 de febrer de 1991 \| CC Nogent-sur-Oise (2011) \| \| \| Romain Feillu \| 16 de abril de 1984 \| Bretagne-Séché Environnement (2015) \| \| \| Pierre Gouault \| 9 de febrer de 1993 \| UC Nantes Atlantique (2013) \| \| \| Julien Guay \| 9 de octubre de 1986 \| Sojasun espoir-ACNC (2014) \| \| \| Alo Jakin \| 14 de novembre de 1986 \| VC Rouen 76 (2013) \| \| \| Guillaume Levarlet \| 25 de juliol de 1985 \| Cofidis, Solutions Crédits (2014) \| \| \| Anthony Maldonado \| 9 de abril de 1991 \| AVC Aix-en-Provence (2014) \| \| \| David Menut \| 11 de març de 1992 \| Armée de terre (2014) \| \| \| Maxime Renault \| 2 de gener de 1990 \| \| \| \| Théo Vimpère \| 3 de juliol de 1990 \| \| \| \| Damien Touzé (1 de ago–31 de des, aprenent) \| 7 de juliol de 1996 \| Club Cycliste d'Étupes (2016) \| \| \| \| \| \| \| \| Fonts: ProCyclingStats Cycling Archives \| \| \| \| |                        |                                     |  |
| Llista de l'equip 2016 |                        |                                     |  |
| Ciclista | Data de naixement      | Equip previ                         |  |
| César Bihel | 11 de abril de 1988    | Differdange-Losch (2014)            |  |
| Flavien Dassonville | 16 de febrer de 1991   | CC Nogent-sur-Oise (2011)           |  |
| Romain Feillu | 16 de abril de 1984    | Bretagne-Séché Environnement (2015) |  |
| Pierre Gouault | 9 de febrer de 1993    | UC Nantes Atlantique (2013)         |  |
| Julien Guay | 9 de octubre de 1986   | Sojasun espoir-ACNC (2014)          |  |
| Alo Jakin | 14 de novembre de 1986 | VC Rouen 76 (2013)                  |  |
| Guillaume Levarlet | 25 de juliol de 1985   | Cofidis, Solutions Crédits (2014)   |  |
| Anthony Maldonado | 9 de abril de 1991     | AVC Aix-en-Provence (2014)          |  |
| David Menut | 11 de març de 1992     | Armée de terre (2014)               |  |
| Maxime Renault | 2 de gener de 1990     |                                     |  |
| Théo Vimpère | 3 de juliol de 1990    |                                     |  |
| Damien Touzé (1 de ago–31 de des, aprenent) | 7 de juliol de 1996    | Club Cycliste d'Étupes (2016)       |  |
| |                        |                                     |  |
| Fonts: ProCyclingStats Cycling Archives |                        |                                     |  |

| \| Llista de l'equip 2017 \| Llista de l'equip 2017 \| Llista de l'equip 2017 \| Llista de l'equip 2017 \| \| Ciclista \| Data de naixement \| Equip previ \| \| \| ------------------------------------------------ \| ---------------------- \| ----------------------------------- \| ---------------------- \| \| Nicolas Baldo \| 10 de juny de 1984 \| Roth (2016) \| \| \| Jérémy Bescond \| 27 de febrer de 1991 \| Côtes d'Armor-Marie Morin (2016) \| \| \| Flavien Dassonville \| 16 de febrer de 1991 \| CC Nogent-sur-Oise (2011) \| \| \| Romain Feillu \| 16 de abril de 1984 \| Bretagne-Séché Environnement (2015) \| \| \| Pierre Gouault \| 9 de febrer de 1993 \| UC Nantes Atlantique (2013) \| \| \| Alo Jakin \| 14 de novembre de 1986 \| VC Rouen 76 (2013) \| \| \| Kévin Le Cunff \| 16 de març de 1988 \| \| \| \| Anthony Maldonado \| 9 de abril de 1991 \| AVC Aix-en-Provence (2014) \| \| \| David Menut \| 11 de març de 1992 \| Armée de terre (2014) \| \| \| Damien Touzé \| 7 de juliol de 1996 \| Club Cycliste d'Étupes (2016) \| \| \| Killian Evenot (1 de ago–31 de des, aprenent) \| 15 de febrer de 1995 \| \| \| \| Nicolas Prodhomme (1 de ago–31 de des, aprenent) \| 1 de febrer de 1997 \| Sud De L’eure Cyclisme (2016) \| \| \| \| \| \| \| \| Fonts: ProCyclingStats Cycling Quotient \| \| \| \| |                        |                                     |  |
| Llista de l'equip 2017 |                        |                                     |  |
| Ciclista | Data de naixement      | Equip previ                         |  |
| Nicolas Baldo | 10 de juny de 1984     | Roth (2016)                         |  |
| Jérémy Bescond | 27 de febrer de 1991   | Côtes d'Armor-Marie Morin (2016)    |  |
| Flavien Dassonville | 16 de febrer de 1991   | CC Nogent-sur-Oise (2011)           |  |
| Romain Feillu | 16 de abril de 1984    | Bretagne-Séché Environnement (2015) |  |
| Pierre Gouault | 9 de febrer de 1993    | UC Nantes Atlantique (2013)         |  |
| Alo Jakin | 14 de novembre de 1986 | VC Rouen 76 (2013)                  |  |
| Kévin Le Cunff | 16 de març de 1988     |                                     |  |
| Anthony Maldonado | 9 de abril de 1991     | AVC Aix-en-Provence (2014)          |  |
| David Menut | 11 de març de 1992     | Armée de terre (2014)               |  |
| Damien Touzé | 7 de juliol de 1996    | Club Cycliste d'Étupes (2016)       |  |
| Killian Evenot (1 de ago–31 de des, aprenent) | 15 de febrer de 1995   |                                     |  |
| Nicolas Prodhomme (1 de ago–31 de des, aprenent) | 1 de febrer de 1997    | Sud De L’eure Cyclisme (2016)       |  |
| |                        |                                     |  |
| Fonts: ProCyclingStats Cycling Quotient |                        |                                     |  |

## Classificacions UCI

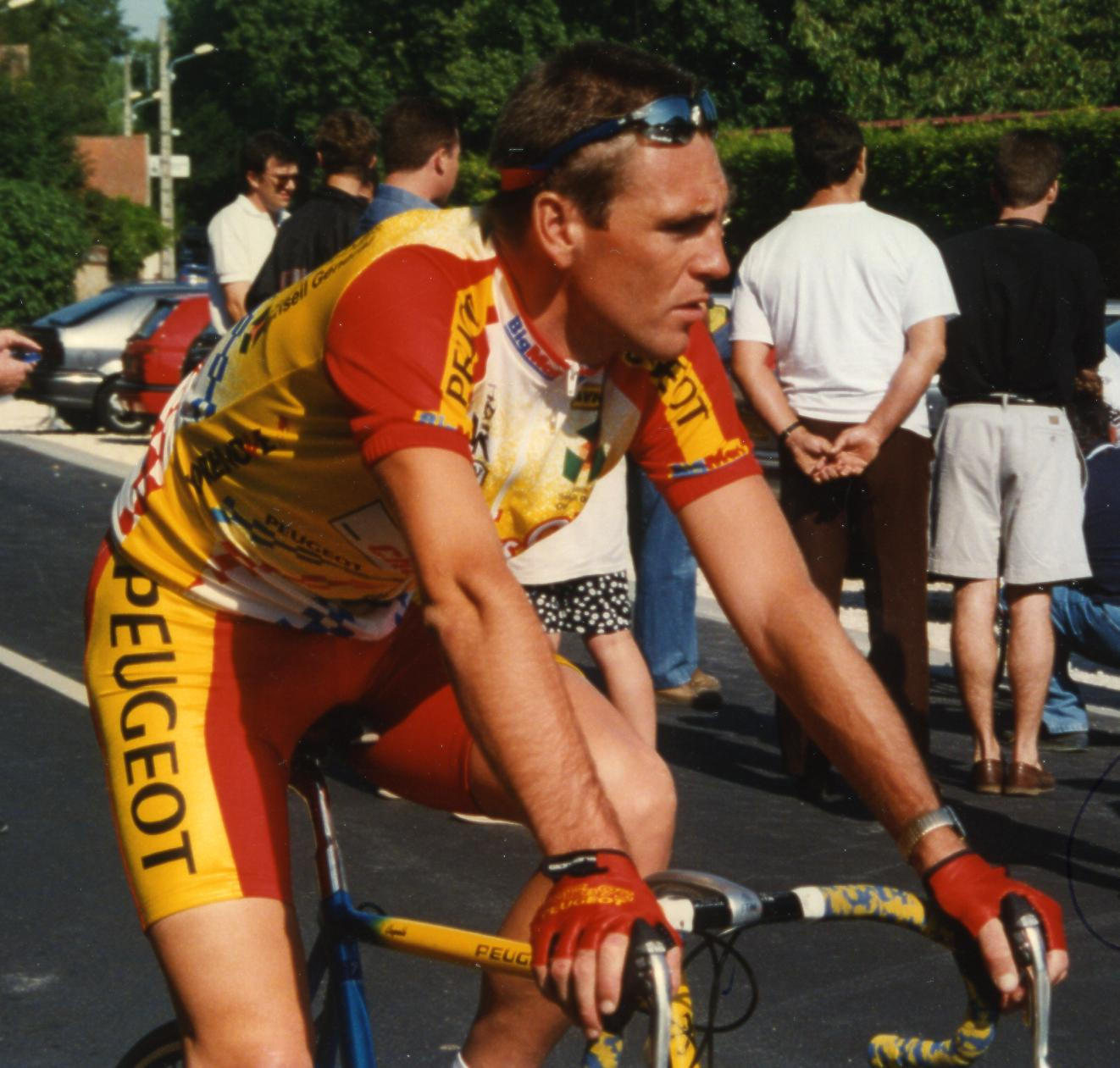
Christophe Capelle, amb el mallot de l'Aubervilliers 93 l'any 1996

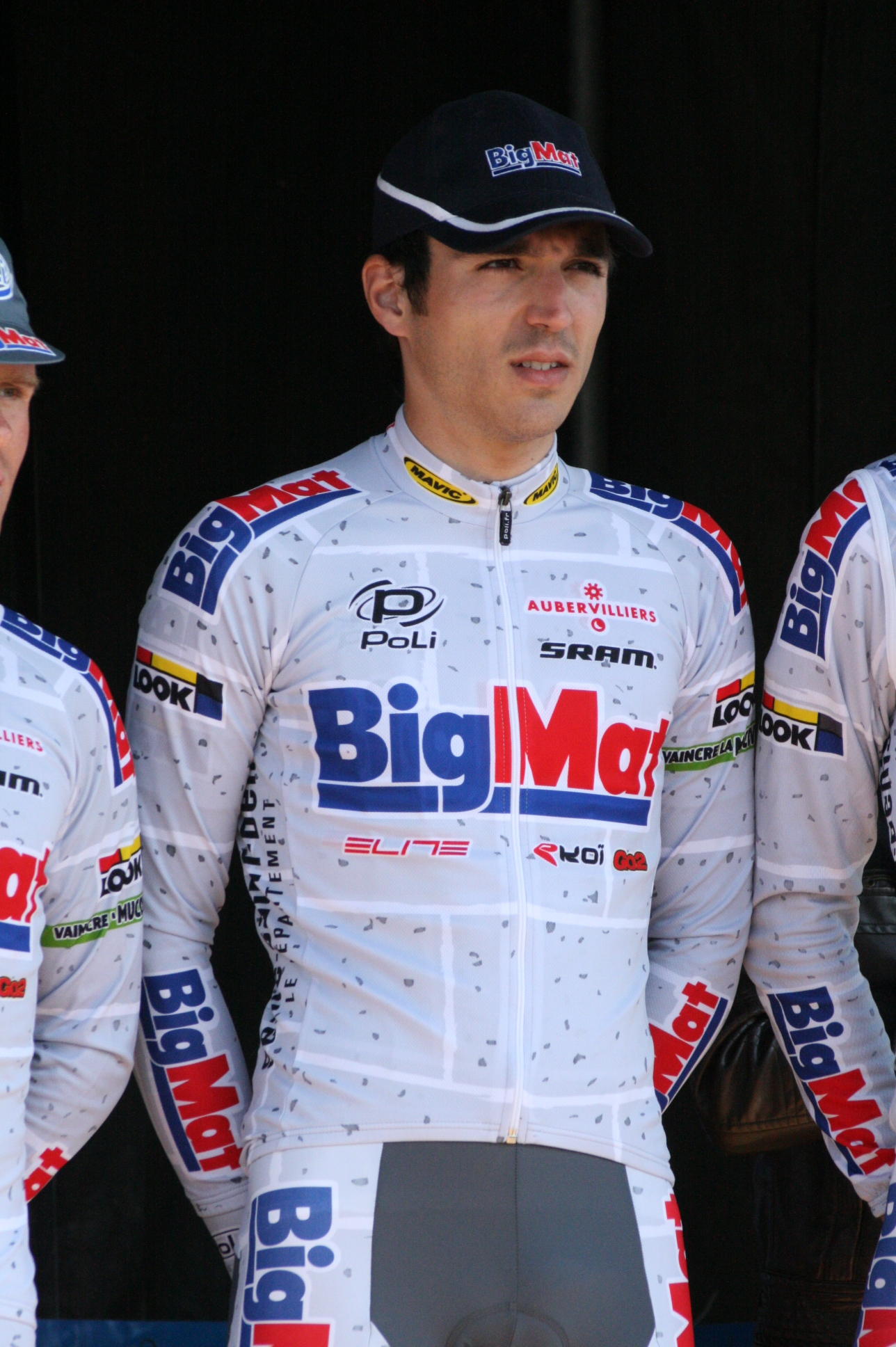
Romain Lemarchand, amb el mallot del BigMat-Auber 93 l'any 2010

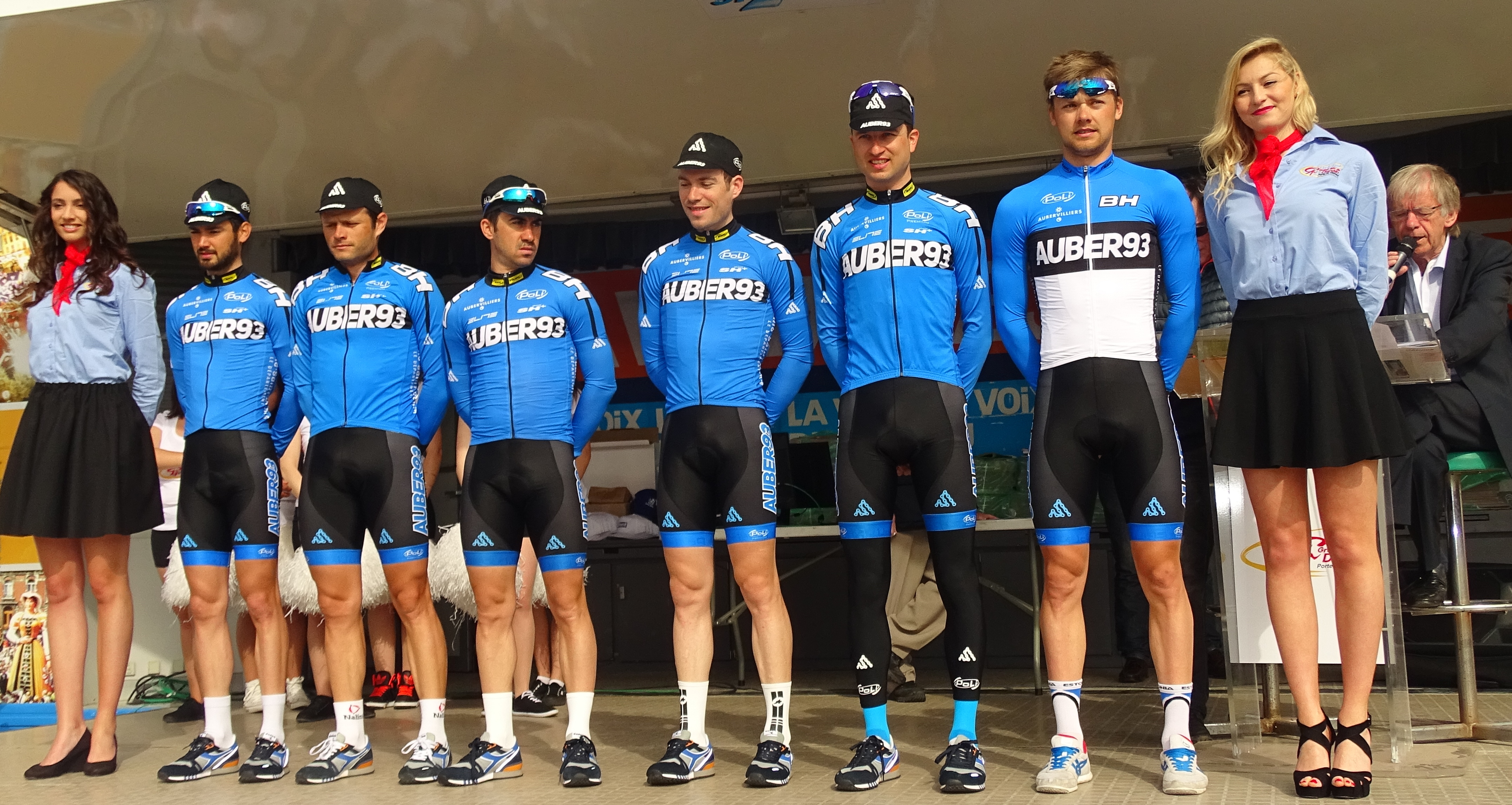
L'equip al Gran Premi de Denain de 2015

Fins al 1998 els equips ciclistes es trobaven classificats dins l'UCI en una única categoria. El 1999 la classificació UCI per equips es dividí entre GSI, GSII i GSIII. D'acord amb aquesta classificació els Grups Esportius I són la primera categoria dels equips ciclistes professionals. La següent classificació estableix la posició de l'equip en finalitzar la temporada.
| Temporada | Classificació per equips | Millor ciclista en la classificació individual |
| --------- | ------------------------ | ---------------------------------------------- |
| 1995      | 33è                      | Lylian Lebreton (274è)                         |
| 1996      | 33è                      | Christophe Capelle (221è)                      |
| 1997      | 33è                      | Pascal Lino (163è)                             |
| 1998      | 30è                      | Pascal Lino (159è)                             |
| 1999      | 10è (GSII)               | Lylian Lebreton (304è)                         |
| 2000      | 31è (GSII)               | Christophe Capelle (337è)                      |
| 2001      | 11è (GSII)               | Stéphane Heulot (89è)                          |
| 2002      | 29è                      | Félix García Casas (65è)                       |
| 2003      | 23è (GSII)               | Alexei Sivakov (440è)                          |
| 2004      | 10è (GSII)               | Ludovic Auger (322è)                           |

UCI Àfrica Tour
| Temporada | Classificació per equips | Millor ciclista en la classificació individual |
| --------- | ------------------------ | ---------------------------------------------- |
| 2008      | 21è                      | Jérémie Galland (164è)                         |

UCI Europa Tour
| Temporada | Classificació per equips | Millor ciclista en la classificació individual |
| --------- | ------------------------ | ---------------------------------------------- |
| 2005      | 23è                      | Tristan Valentin (85è)                         |
| 2006      | 27è                      | Rene Mandri (112è)                             |
| 2007      | 29è                      | Niels Brouzes (86è)                            |
| 2008      | 19è                      | Steve Chainel (22è)                            |
| 2009      | 30è                      | Maxime Méderel (162è)                          |
| 2010      | 40è                      | Maxime Méderel (173è)                          |
| 2011      | 22è                      | Sylvain Georges (40è)                          |
| 2012      | 41è                      | Steven Tronet (71è)                            |
| 2013      | 32è                      | Mathieu Drujon (96è)                           |
| 2014      | 32è                      | Stéphane Rossetto (56è)                        |
| 2015      | 24è                      | Steven Tronet (55è)                            |
| 2016      | 22è                      | Romain Feillu (33è)                            |
| 2017      | 14è                      | Flavien Dassonville (58è)                      |